# Anton Sergejewitsch Koroljow
Anton Sergejewitsch Koroljow (russisch Антон Сергеевич Королёв; * 26. Januar 1988 in Moskau, Russische SFSR) ist ein russischer Eishockeyspieler, der zuletzt bis Juni 2019 bei Admiral Wladiwostok aus der Kontinentalen Hockey-Liga unter Vertrag gestanden und dort auf der Position des Stürmers gespielt hat.

## Karriere
Anton Koroljow begann seine Karriere als Eishockeyspieler in seiner Heimatstadt in der Nachwuchsabteilung des HK Spartak Moskau, für dessen zweite Mannschaft er in der Saison 2005/06 in der drittklassigen Perwaja Liga aktiv war. Anschließend spielte er eineinhalb Jahre lang für die Profimannschaft von Neftjanik Leninogorsk in der Wysschaja Liga, der zweiten russischen Spielklasse, sowie den Drittligisten Sokol Nowotscheboksarsk. Im Laufe der Saison 2007/08 wechselte er Angreifer zum SKA Sankt Petersburg, für den er bis zum Ende der Spielzeit elf Partien in der Superliga bestritt. 
Seit der Saison 2008/09 steht Koroljow für den SKA Sankt Petersburg in der neu gegründeten Kontinentalen Hockey-Liga auf dem Eis. Von 2009 bis 2012 spielte er parallel für dessen Farmteam HK WMF Sankt Petersburg in der Wysschaja Liga bzw. deren Nachfolgewettbewerb Wysschaja Hockey-Liga und in der Saison 2009/10 in insgesamt acht Spielen für die Juniorenmannschaft SKA-1946 Sankt Petersburg in der multinationalen Nachwuchsliga Molodjoschnaja Chokkeinaja Liga.
Im September 2012 wurde sein Vertrag mit dem SKA aufgelöst und Koroljow wechselte zu Witjas Tschechow. Dort war er bis November 2016 aktiv und zog mit dem Klub 2013 von Tschechow nach Podolsk um. Ab 2015 kam er parallel beim THK Twer in der Wysschaja Hockey-Liga zum Einsatz, ehe er im November 2016 gegen Zahlung einer finanziellen Entschädigung an den HK Jugra Chanty-Mansijsk abgegeben wurde. Die Saison 2018/19 verbrachte Koroljow bei Admiral Wladiwostok in der KHL.

### International
Für Russland nahm Koroljow an der U20-Junioren-Weltmeisterschaft 2008 teil, bei der er mit seiner Mannschaft die Bronzemedaille gewann. 

## Erfolge und Auszeichnungen
- 2008 Bronzemedaille bei der U20-Junioren-Weltmeisterschaft

## KHL-Statistik
(Stand: Ende der Saison 2018/19)